# ميناسا
ميناسا هو اختصار باللغة الإنجليزية يشير إلى منطقة الشرق الأوسط وشمال إفريقيا وجنوب آسيا. تتألف معظمها من مناطق إسلامية في منطقة الشرق الأوسط وشمال إفريقيا وجنوب آسيا، وتم اختيار دبي كمقر للأمم المتحدة كمركز بيانات للمنظمة.